# 倉澤清也

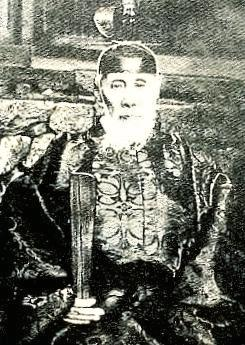
倉澤清也

倉澤 清也（くらさわ きよなり、天保3年11月24日（1832年12月15日） - 大正10年（1921年）7月22日）は、日本の国学者、矢彦神社祠官、平田篤胤没後門人、開産社社長。幼名を鎌之助のち義隨、通称を甚五兵衛と称し、維新後に清也と改名する。
島崎藤村著「夜明け前」では、倉澤 義髄で登場、ただし本名の漢字は義隨（よしゆき）。

## 経歴・人物
信濃国伊那郡小野村（現・長野県辰野町小野）に生まれる。幼いとき村の手習師匠小沢和徳に読書を学んだが、嘉永2年（1849年）伊那部宿（現・伊那市）の須田慶順について経書を修める。嘉永4年（1851年）平田篤胤の武学論に啓発され、木曽福島の遠藤五平太の門に入り、一刀流を修める。
安政元年（1854年）角田忠行と共に江戸に入り、藤田東湖に謁見する。文久3年（1863年）角田忠行が足利三代木像梟首事件を起こし、逃れて倉澤家に以後4年間潜伏する。その間の元治元年（1864年）水戸天狗党一行の伊那谷通過の際には、角田忠行や北原稲雄らとともに、飯田城下を兵火から守るために、間道を抜けさせることに尽力。
慶応元年（1885年）2月に上洛し、神祇伯白川家に謁を乞い、父義徳が所願の臣礼を修めるとともに、東山に潜伏中の松尾多勢子を訪ね、長州藩士品川弥二郎に会す。更に、島崎正樹・ 北原稲雄・原信好・桜井房光・奥村邦秀ら同門の志と往来し，敬神愛国の大義を唱えた。また文久慶応のころ角田忠行・ 長谷川鉄之進・権田直助・落合直亮ら天下の志士をその家にとどめて国事を談じ、岩崎長世・近藤至邦とも親交があった。
明治元年（1868年）再び上洛し、父に代わって白川家の用人兼会計役となり、神葬祭の請願を太政官総裁局の弁事御役所に提出し允許を得る。これは民籍での神葬祭のはじめであった。明治4年（1871年）6月伊那県第33区（小野村）戸長となり、明治7年（1874年）筑摩県第17大区3小区（同村）戸長となる。明治14年（1981年）12月松本開産社社長となり、明治21年（1988年）同社が解散となるまで勤めた。なおこれより先、明治5年（1872年）郷社矢彦神社の祠官となり、明治33年（1900年）には県社への昇格を果たし、大正10年（1921年）に没するまでのほぼ半世紀の間、同社の神官を勤めた。